# Legenda (utwór muzyczny Marcina Mrozińskiego)
Legenda (ang. Legend) – polsko-anglojęzyczny utwór Marcina Mrozińskiego wydany 30 października 2009, skomponowany przez Mrozińskiego i Marcina Nierubca. Utwór nagrano we współpracy z solistkami Zespołu Ludowego Pieśni i Tańca „Mazowsze”: Małgorzatą Czaczkowską i Mirellą Kostrzewą. W chórkach wystąpiła także Weronika Bochat. 
Piosenka opowiada o księżniczce zamkniętej w wieży przez kochającego ją rycerza, jednak ta nie odwzajemnia uczuć, bo chce być wolnym ptakiem.
6 lutego 2010 premierę miał oficjalny teledysk do „Legendy”. Realizacja zdjęć do klipu odbyła się 31 stycznia w Teatrze Muzycznym Roma w Warszawie. Reżyserem teledysku był Marcin Cejrowski, operatorem na planie był Maciej Kukulski, za montaż odpowiadał Marcin Mironowicz, a makijaże przygotowała Anna Guralska. W klipie gościnnie wystąpili Patricia Kazadi oraz Maciej Radel.
14 lutego 2010 Telewizja Polska zorganizowała Krajowe Eliminacje do 55. Konkursu Piosenki Eurowizji, w których Mroziński wziął udział dzięki tzw. dzikiej karcie od telewizji. O wyborze reprezentanta kraju podczas festiwalu zdecydowali telewidzowie, którzy przyznali utworowi 33,61% głosów, zostając wybranym na propozycję reprezentującą Polskę na Eurowizji 2010. 14 marca Mroziński wystąpił podczas koncertu BH Eurosong 2010 w Sarajewie, gdzie wykonał bałkańską wersję utworu „Legenda”. Wykonanie wzbudziło kontrowersje wśród fanów reprezentanta, który zapewnił, że bałkańska wersja utworu to ukłon w stronę organizatorów i nie ma ona nic wspólnego z wersją, którą zaprezentują w Oslo. 25 maja 2010 utwór został wykonany przez Mrozińskiego w pierwszym półfinale Eurowizji, zdobył 44 punkty i zajął 13. miejsce, nie awansując do finału.

## Lista utworów
CD single.
1. „Legenda” – 2:54
2. „Legenda” (Mafia Mike Remix Radio) – 3:42
3. „Legenda” (Mafia Mike Remix Dub) – 6:36
4. „Legenda” (Mafia Mike Remix Club) – 6:36
5. „Legenda” (Karaoke) – 2:56